# Numero di Péclet
Il numero di Péclet (abbreviato come {\displaystyle \mathrm {Pe} }) è un gruppo adimensionale usato in fluidodinamica, dato dal rapporto tra il calore trasferito per avvezione all'interno di un fluido e quello trasferito per conduzione.

Prende il nome da Jean Claude Eugène Péclet.

## Definizione matematica
Può essere ottenuto come prodotto del numero di Reynolds {\displaystyle (\mathrm {Re} )} per il numero di Prandtl {\displaystyle (\mathrm {Pr} )}:
{\displaystyle \mathrm {Pe} ={\frac {vl}{a}}={\rho c_{p}vl \over \lambda }=\mathrm {Re} \cdot \mathrm {Pr} }
dove:
- {\displaystyle v} è una velocità caratteristica del fluido;
- {\displaystyle l} è una lunghezza caratteristica del fenomeno osservato. Nel caso di moto in un condotto equivale al diametro equivalente;
- {\displaystyle a} è la diffusività termica del fluido, {\displaystyle a={\frac {\lambda }{\rho c_{p}}}};
- {\displaystyle \rho } è la densità del fluido;
- {\displaystyle c_{p}} è la capacità termica specifica a pressione costante del fluido;
- {\displaystyle \lambda } è la conduttività termica del fluido.

## Interpretazione fisica
Il numero di Péclet pesa gli effetti sul sistema considerato del trasporto avvettivo (macroscopico) rispetto all'influenza del trasporto diffusivo (microscopico).

## Numero di Péclet di massa
Il numero di Péclet di massa invece tiene conto del peso relativo tra flusso convettivo e flusso diffusivo.
È definito come:
{\displaystyle \mathrm {Pe} ^{*}={\frac {vl}{D}}=\mathrm {Re} \cdot \mathrm {Sc} }
dove:
- {\displaystyle D} è la diffusività di materia;
- {\displaystyle v} è una velocità caratteristica del fluido;
- {\displaystyle l} è una lunghezza caratteristica del fenomeno osservato;
- {\displaystyle \mathrm {Sc} } è il numero di Schmidt.